# 嬴城遗址
嬴城遗址，位于山东省济南市莱芜区羊里镇城子县村，是中华人民共和国全国重点文物保护单位之一。

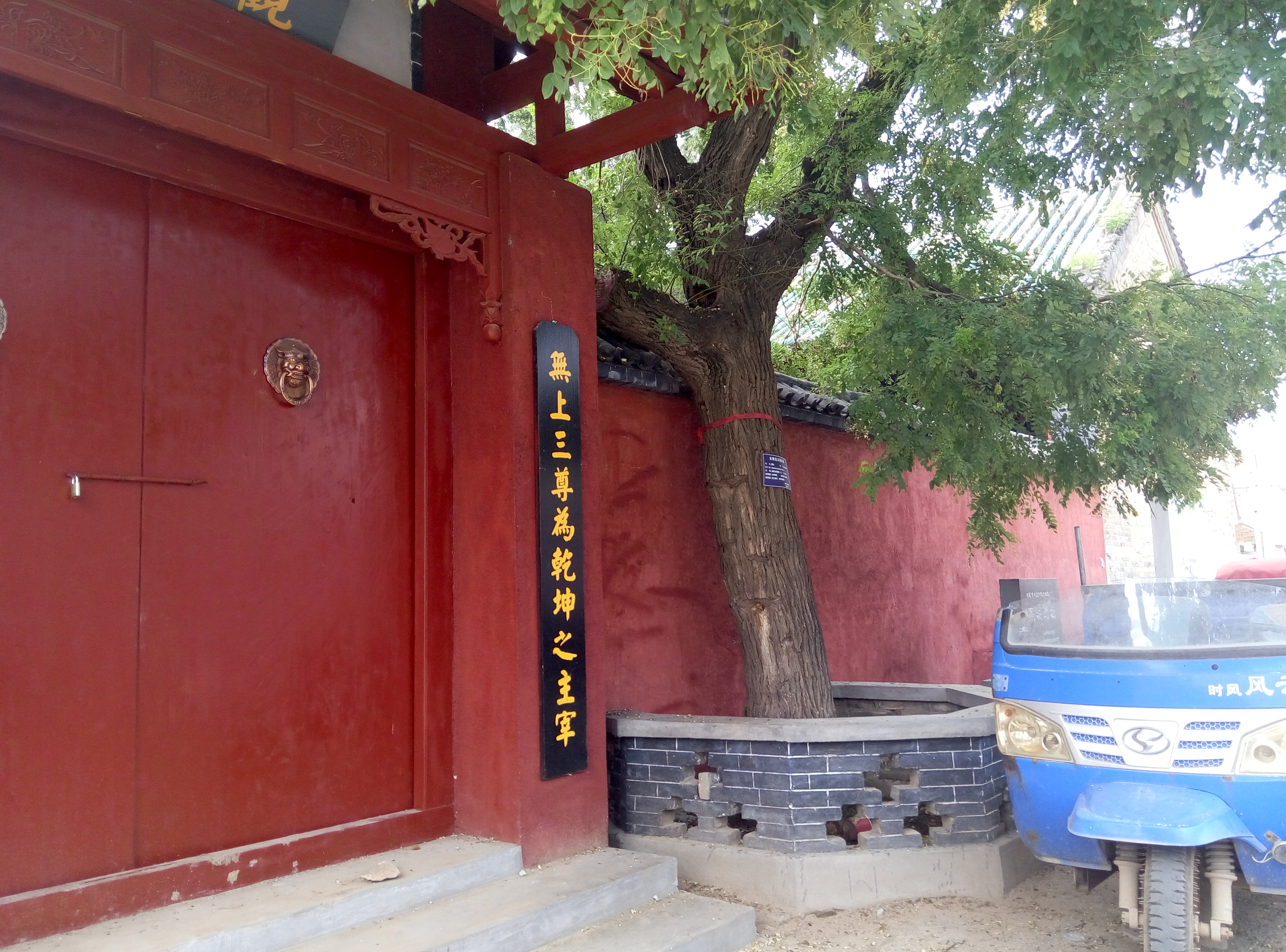
莱芜市嬴城遗址

2006年12月7日，公布为山东省文物保护单位，2013年5月公布为全国重点文物保护单位，是一座古遗址，时代为新石器、商、汉。
嬴城遗址历史悠久，保存完整，地上地下文物丰富，为研究莱芜市历史变迁和社会生活状况提供了实物依据，对于研究中国古代的冶铁技术和冶铸文化具有重要的科学价值。

## 保护范围
东至羊里镇城子县村东北角朱司豪家机井与羊里镇大增家庄客车站牌南北连接线，北至朱司豪家机井与遗址西北角 119 号电线塔南机井屋连接线，西至城子县村与朱家庄村交界线，南至姚口路。
地理座标为：
东北角：36°19′55.2″N ，117°34′39.1″E，东南角：36°19′08.2″N， 117°34′32.6″E，西南角：36°19′11.1″N， 117°34′02.4″E，西北角：36°19′57.7″N，117°33′46.8″E。

## 文保碑
- 嬴城遗址碑